# Henryk Skolimowski
Henryk Skolimowski, né en 1930 à Varsovie et mort en 2018, est un philosophe polonais. Il est considéré comme étant le principal penseur actuel dans le champ de l'écosophie.

## Biographie
Après des études techniques, musicologiques et philosophiques à Varsovie, il obtient son doctorat (Ph. D.) en philosophie à l'Université d'Oxford. Élève de Tadeusz Kotarbiński et Kazimierz Ajdukiewicz, il se spécialise en logique et philosophie du langage. Après son doctorat à Oxford, il enseigne dans cette université avant de partir enseigner aux États-Unis, d'abord à l'Université de la Californie du Sud (Los Angeles), puis à l'Université du Michigan (Ann Arbor), où il fut pendant de nombreuses années professeur de philosophie.
Le travail de Skolimowski vise à dépasser l'angoisse humaine et la déconnexion causée en grande partie par l'énorme prépondérance de la technologie moderne. L'accélération de la dépendance humaine envers la technologie au détriment d'une relation harmonieuse avec la nature et la planète est une des questions essentielles dans l'œuvre de Skolimowski, ainsi que l'incapacité qu'ont les grandes religions pour offrir une base spirituelle significative à partir de laquelle l'être humain moderne pourrait évoluer de façon adéquate.
Grâce à ses nombreux voyages à travers le monde entier et ses échanges avec d'autres penseurs, Skolimowski s'est familiarisé avec un grand nombre de cultures qui irriguent son œuvre. Il a écrit une cinquantaine de livres et des centaines d'articles scientifiques et académiques. Entre 1992 et 1997, il préside la chaire d'écosophie à l'Université polytechnique de Łódź, la première de ce genre au monde.

## Œuvres
- The Lotus and the Mud: Autobiography of a Philosopher. Creative Fire Press, 2011
- World as Sanctuary: The Cosmic Philosophy of Henryk Skolimowski. Creative Fire Press, 2010
- Let There Be Light: The Mysterious Journey of Cosmic Creativity. Wisdom Tree, 2010
- Philosophy for a New Civilization. Gyan Publishing House, 2005
- The Dawn of the Ecological Era (with Ashwani Kumar). Concept Books, 2001
- Dharma, Ecology and Wisdom in the Third Millennium. Concept Books, 1999
- The Participatory Mind: A New Theory of Knowledge and of the Universe. Penguin/Arkana, 1994[1]
- Eco-Yoga: Practice and Meditations for Walking in Beauty. Gaia Books, 1994
- A Sacred Place to Dwell. Element Books, 1993
- Living Philosophy: Eco-Philosophy as a Tree of Life. Penguin/Arkana, 1992[2]
- Dancing Shiva in the Ecological Age. Clarion Books, 1991
- The Other Side of the Rational Mind. The Intl Cultural Foundation, 1989
- Out of the Cosmic Dust. Vasanta Press, 1989
- Eco-Theology: Toward a Religion for our Times. Eco-Philosophy Publications, 1985
- Theatre of the Mind. Quest Books, 1984
- Technology and Human Destiny. Madras Univ. Press, 1983
- Eco-Philosophy: Designing New Tactics for Living. Marion Boyars, 1981
- Polish Analytical Philosophy. Routledge and Kegan Paul, 1967